# بيتر لارسون
بيتر لارسون (بالسويدية: Peter Larsson)‏ (و. 1984  م) هو لاعب كرة قدم، من السويد، ولد في هالمستاد، يلعب كقلب الدفاع (كرة القدم).

## روابط خارجية
- بيتر لارسون على موقع اتحاد السويد (السويدية)
- بيتر لارسون على موقع قاعدة بيانات كرة القدم.إي يو (الإنجليزية)
- بيتر لارسون على موقع ناشيونال فوتبول تيمز (الإنجليزية)
- بيتر لارسون على موقع Soccerway.com (الإنجليزية)
- بيتر لارسون على موقع AS.com (الإسبانية)